# 윌리 베스트

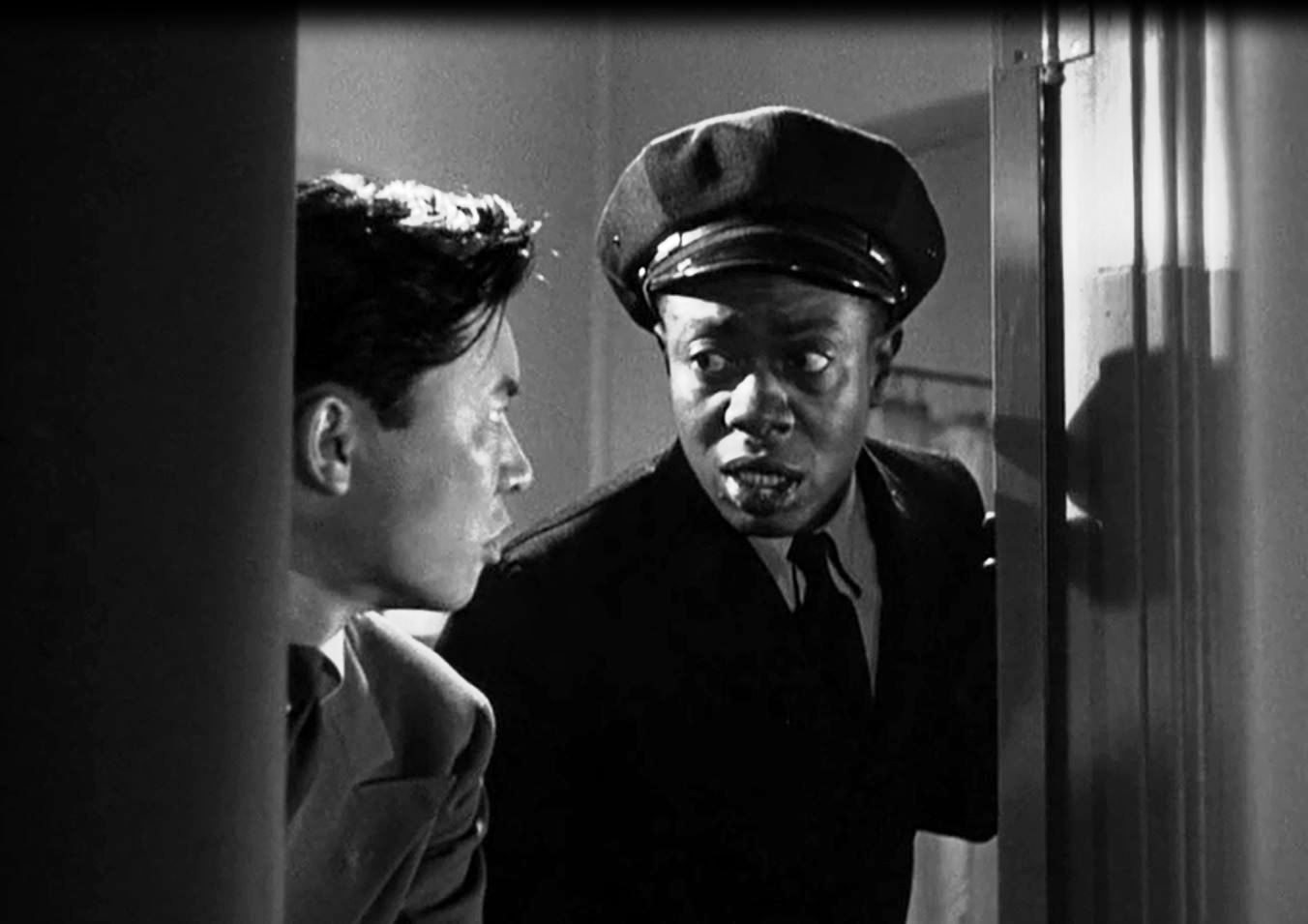

윌리 베스트(Willie Best, 1916년 5월 27일 ~ 1962년 2월 27일)는 미국의 배우, 텔레비전 배우, 영화배우이다.
우들랜드힐스에서 사망하였다. 사인은 암이다.

## 영화
- 노 리브, 노 러브 (1946년)
- 쉬 우든트 세이 예스 (1945년)
- 더 마크 오브 더 휘슬러 (1944년)
- 홈 인 인디아나 (1944년)
- 백만인의 음악 (1944년)
- 탱크 유어 럭키 스타스 (1943년)
- 딕시 (1943년)
- 하늘의 오두막 (1943년)
- 엉터리 무용전 (1942년) - 웨이터 역
- 하이 시에라 (1941년)
- 메레리 위 리브 (1938년)
- 제너럴 스팬키 (1936년)
- 꼬마 반항아 (1935년)

## 같이 보기
- 스티핀 펫칫
- 블루 워싱턴
- 블랙페이스